# Матийчук, Василий Васильевич
Василий Васильевич Матийчук (укр. Василь Васильович Матійчук, позывной — Десант; 4 октября 1990, Химчин — 8 апреля 2023, Малиновка) — украинский военнослужащий, солдат, участник российско-украинской войны. Герой Украины (29 сентября 2023, посмертно).

## Биография
Родился 4 октября 1990 года в селе Химчин Косовского района Ивано-Франковской области. Окончил Институт журналистики Киевского международного университета. До начала полномасштабного вторжения России в Украину работал журналистом, в частности, в газете «Украинский футбол».
С началом вторжения в 2022 году добровольно вступил в ряды Вооружённых сил Украины. С мая 2022 года служил аэроразведчиком в 74-м отдельном батальоне 102-й отдельной бригады территориальной обороны имени полковника Дмитрия Витовского. Участвовал в боях в районе города Гуляйполе Запорожской области, где проявил себя как успешный корректировщик огня с использованием дронов .
Погиб 8 апреля 2023 года в возрасте 32 лет от удара дрона вблизи села Малиновка Пологовского района Запорожской области.
12 апреля 2023 года Василий Матийчук был похоронен в родном селе.

## Награды
- Звание «Герой Украины» с удостоением ордена «Золотая Звезда» (29 сентября 2023, посмертно) — за личное мужество и героизм, проявленные в защите государственного суверенитета и территориальной целостности Украины, верность военной присяге[3].